# Kirk (ransomware)
 Kirk Ransomware, o Kirk, es un ransomware creado en 2017. El ransomware se instala como un caballo de Troya que bloquea los archivos de la computadora infectada y exige el pago en la criptomoneda Monero.

## Descripción
Cuando se activa Kirk Ransomware, aparece un cuadro de mensaje que pretende iniciar un "Low Orbital Ion Cannon" en la computadora. Mientras tanto, todos los archivos con extensiones de archivo comunes en la computadora se cifran y se les agrega la extensión .kirked. La nota de rescate aparece con una imagen artística ASCII del Capitán James T. Kirk y Spock de Star Trek: The Original Series afirmando que el ransomware Kirk había encriptado la computadora con una demanda de 50 Monero (aproximadamente $ 1,100) para el "descifrador Spock". El ransomware usa referencias de Star Trek durante sus instrucciones, así como con la cita "Logic, motherfucker" utilizada por Spock (sin la palabrota) y terminando la demanda de rescate con " viva y prospere". El precio se duplica después de 48 horas de impago y luego se duplica cada semana que pasa hasta después de 31 días, se elimina el descifrador. Más tarde se lanzó un ransomware de estilo similar llamado "Lick Ransomware" que se comporta igual que Kirk Ransomware, excepto que la extensión del archivo cifrado se cambia a .licked y se eliminan las referencias de Star Trek.

## Reacción
Kirk Ransomware fue descubierto por primera vez por el investigador de Avast Jakub Kroustek. Algunos expertos en ransomware argumentaron que, dado que el ransomware Kirk es el primer ransomware que usa Monero, es una actualización de la criptomoneda de bitcoin que generalmente se solicita en las demandas de ransomware, ya que Monero no se puede rastrear, ya que no utiliza una cadena de bloques.